# Brutalismus v Jugoslávii

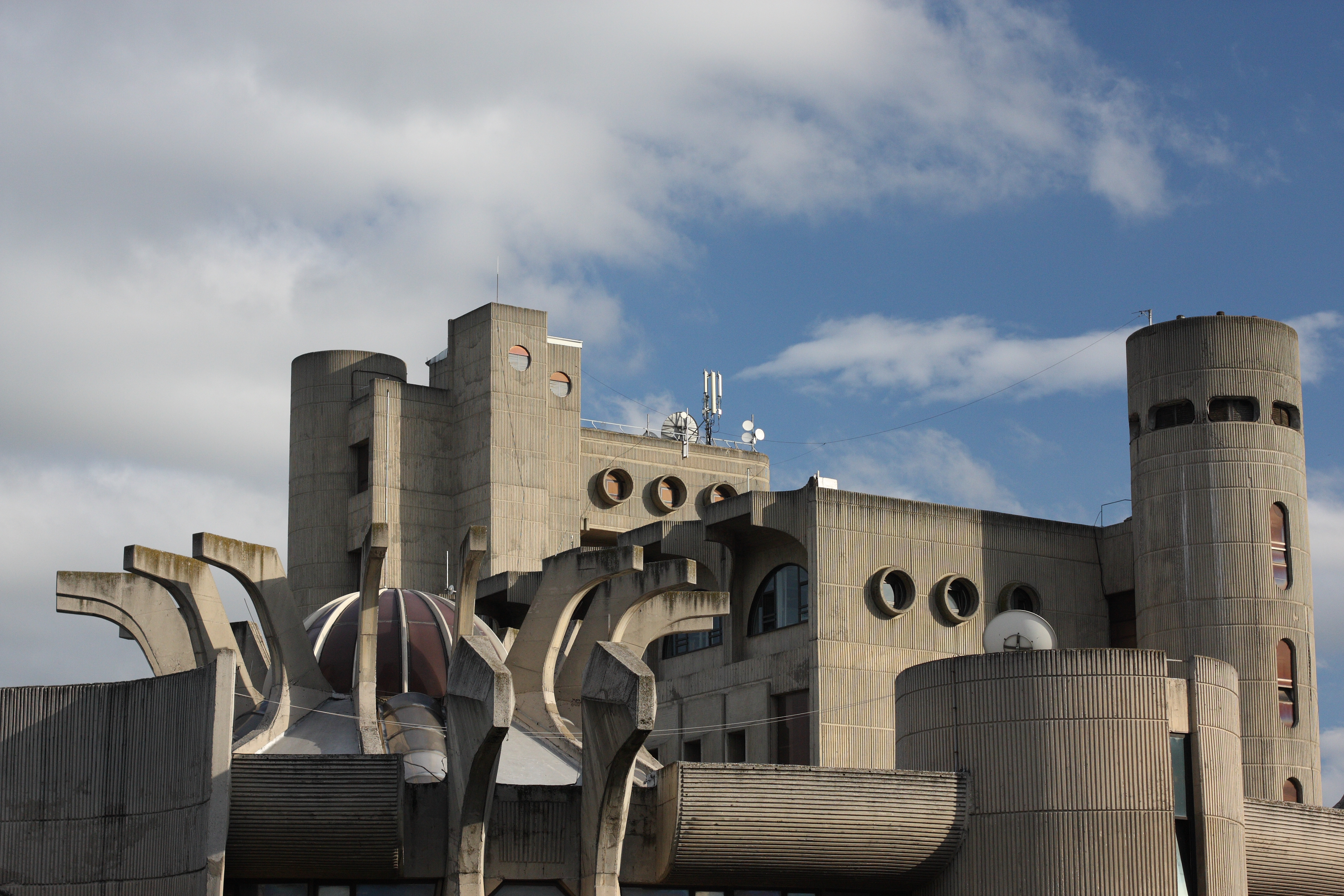
Budova Hlavní pošty v makedonské metropoli Skopje, jedna z ukázkových budov, držících se idejí brutalismu

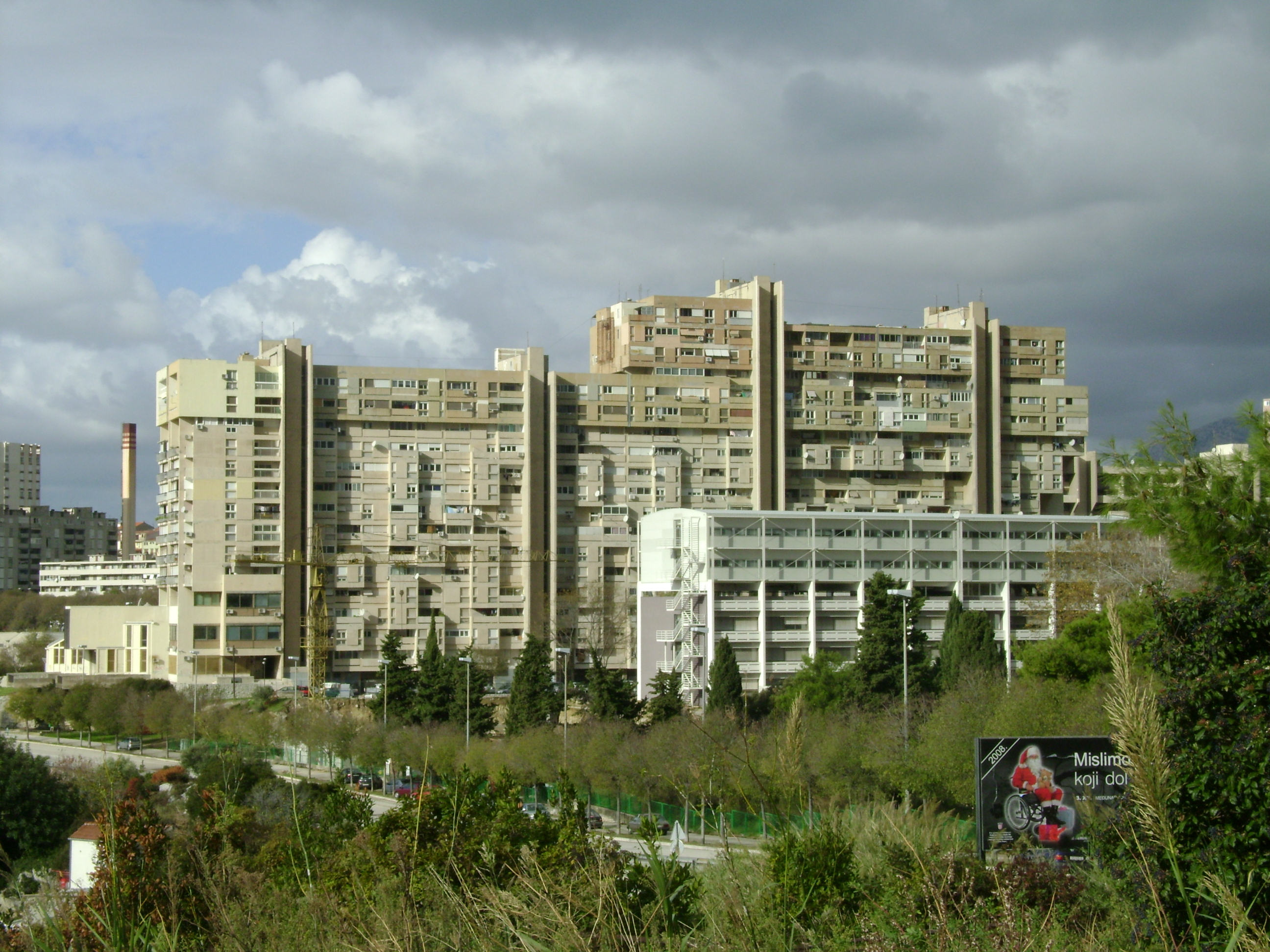
Panelový dům Krstarica na okraji města Split, Chorvatsko.

Brutalismus představuje jednu z etap v období rozvoje jugoslávské architektury. Klíčový je pro období především konce 60. let 20. století a po celá léta sedmdesátá.
Jugoslávie v tomto období procházela několika procesy. Urbanizace země znamenala potřebu rozšiřování velkých měst, která byla podobně, jako tomu bylo v státech východního bloku, uskutečňována prostřednictvím sídlišť, rostoucích na okraji jednotlivých metropolí. Doznívala ještě velkolepá výstavba a rozvoj infrastruktury, který udával tón především 50. a 60. letům.
Jugoslávie odsoudila socialistický realismus již v první polovině 50. let 20. století, a to v souvislosti s roztržkou Josipa Broze Tita se Stalinem a s následnou domácí kritikou na umělecké scéně. Tento přístup znamenal otevření se země západním kulturním vlivům, a to nejen v oblasti literatury, či filmové tvorby, ale ve všech oblastech, včetně architektury.
Komunistické vedení propagandisticky zdůrazňovalo pokrokovost společenského zřízení země, což znamenalo mnohem otevřenější přístup k přebírání cizích vlivů, než tomu bylo například v Sovětském svazu, či Československu. Trend modernizace, který byl všemi možnými způsoby prosazován, měl podobu až nekritického přejímání aktuálně populárních trendů na území celé Jugoslávie. Důraz na pokrokovost byl kladen především při výstavbě památníků partyzánského hnutí, které měly být ukázkou avantgardnosti jugoslávské společnosti.

## Urbanizace měst
V 60. a 70. letech byla rozšiřována mnohá jugoslávská města. Sídliště Nový Bělehrad, které bylo vybudováno hned po skončení druhé světové války, bylo rozšířeno směrem k řece Sávě (Savski blokovi). Monumentální bloky, které se odrážejí v řece Sávě patří k typickým ukázkám vlivu brutalismu v jugoslávské architektuře. Na soutoku Sávy s Dunajem poté bylo z novobělehradské strany vybudováno multifunkční Centrum Sáva, které sloužilo k mezinárodním konferencím velkého rozsahu (a také ke sjezdům komunistické strany. Jednou z ukázkových brutalistických staveb na Novém Bělehradě je výšková budova Genex Tower, která tvoří západní bránu města.
I v dalších větších městech po celé tehdejší Jugoslávii vznikala betonová sídliště, která se držela koncepce víceúrovňového města.[zdroj?] S takovými se lze setkat kromě srbské metropole i v Záhřebu (např. Richterovy mrakodrapy, Nový Záhřeb aj.), ve Splitu, Sarajevu, Prištině (sídliště Dardania), Lublani (Ferantov vrt), Čapljině, Kolašinu, Baru, Podgorici a dalších.
Zcela unikátním příkladem aplikace brutalistické architektury v Jugoslávii byla obnova makedonské metropole Skopje, která byla v roce 1963 zničena zemětřesením. Značná část města byla přebudována právě v duchu idejí brutalistické architektury. Mezi stavby, které v tomto směru představují ukázkové příklady lze řadit studentské koleje Goce Delčev, budovu státního archivu či makedonské Hlavní pošty.

## Správní budovy

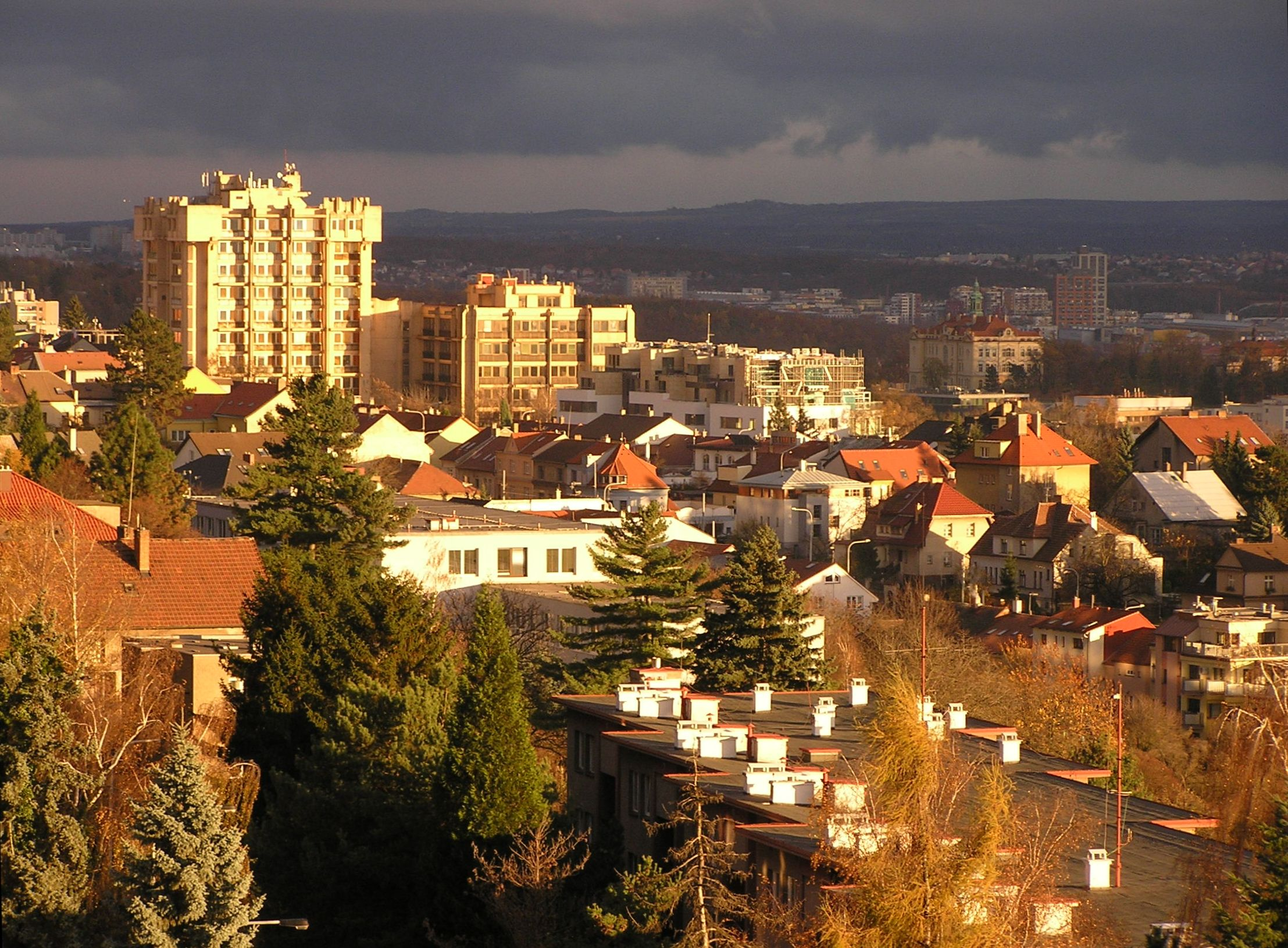
DRÁKULOV - Pražská správa sociálního zabezpečení,
Trojská č.p. 1997, Praha 8

Jugoslávský stát investoval nemalé prostředky do vzniku nových správních, administrativních i jiných speciálních staveb, které vznikly převážně v 60. a 70. letech 20. století a představují ukázku vlivů dobového brutalismu. Mezi takové patří například Vojenská nemocnice v Bělehradu, budova Univerzity Černé Hory, Univerzita v Novém Sadu (právnická a filozofická fakulta) či budova Elektroprivreda BiH v Sarajevu (1978).
Vznikala rovněž i početná obchodní centra (např. SPENS, Novi Sad, 1981). Liberální politika a zájem státu získat dobrou pozici na poli mezinárodního turismu vedly k rozmachu jaderského pobřeží. Zbudována byla celá řada luxusních letovisek, které zemi vytvořily dobré jméno (např. Haludovo Palace Hotel na chorvatském ostrově Krk). Rozvíjela se i turistika ve vnitrozemí; v 70. letech byla v brutalistickém duchu vybudována i řada hotelů v horách v dnešní Bosně a Hercegovině, Srbsku a Chorvatsku (např. Hotel Igman na Bjelašnici - 1983, Hotel Zlatibor v centru Užice, či Hotel Vrbak v Novém Pazaru, hotel Bjelasica v Kolašinu a další.)
Česká republika
Ukázkou administrativní budovy postavené ve stylu jugoslávského brutalismu je sídlo ČSSZ v Městské části Praha 8. Pro její nezvyklý tvar a osamocenou polohu nad městem byla Pražany pojmenována Drákulov.

## Kulturní stavby a památníky

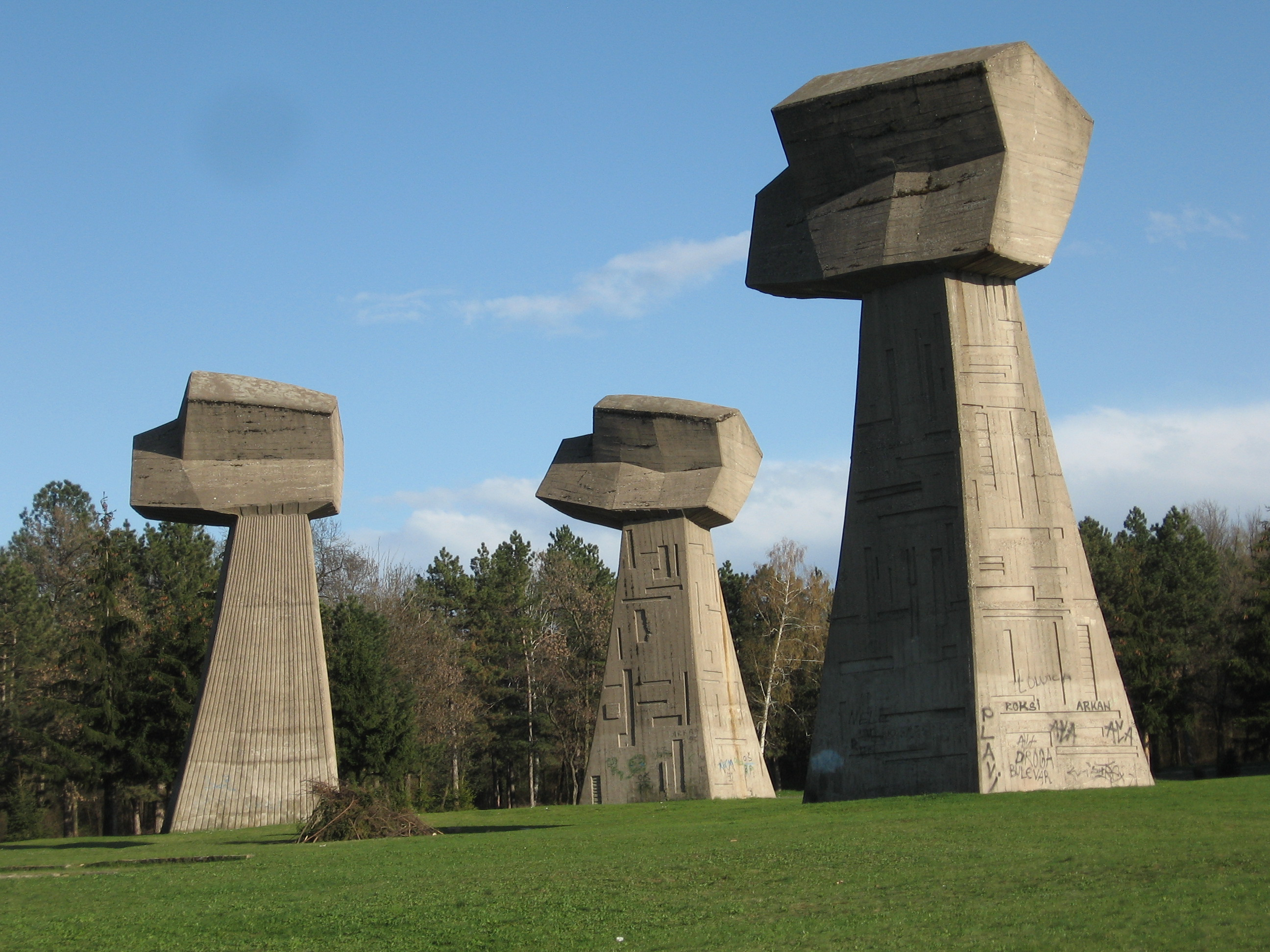
Památník na popravišti "Bubanj" jihozápadně od Niše, Srbsko

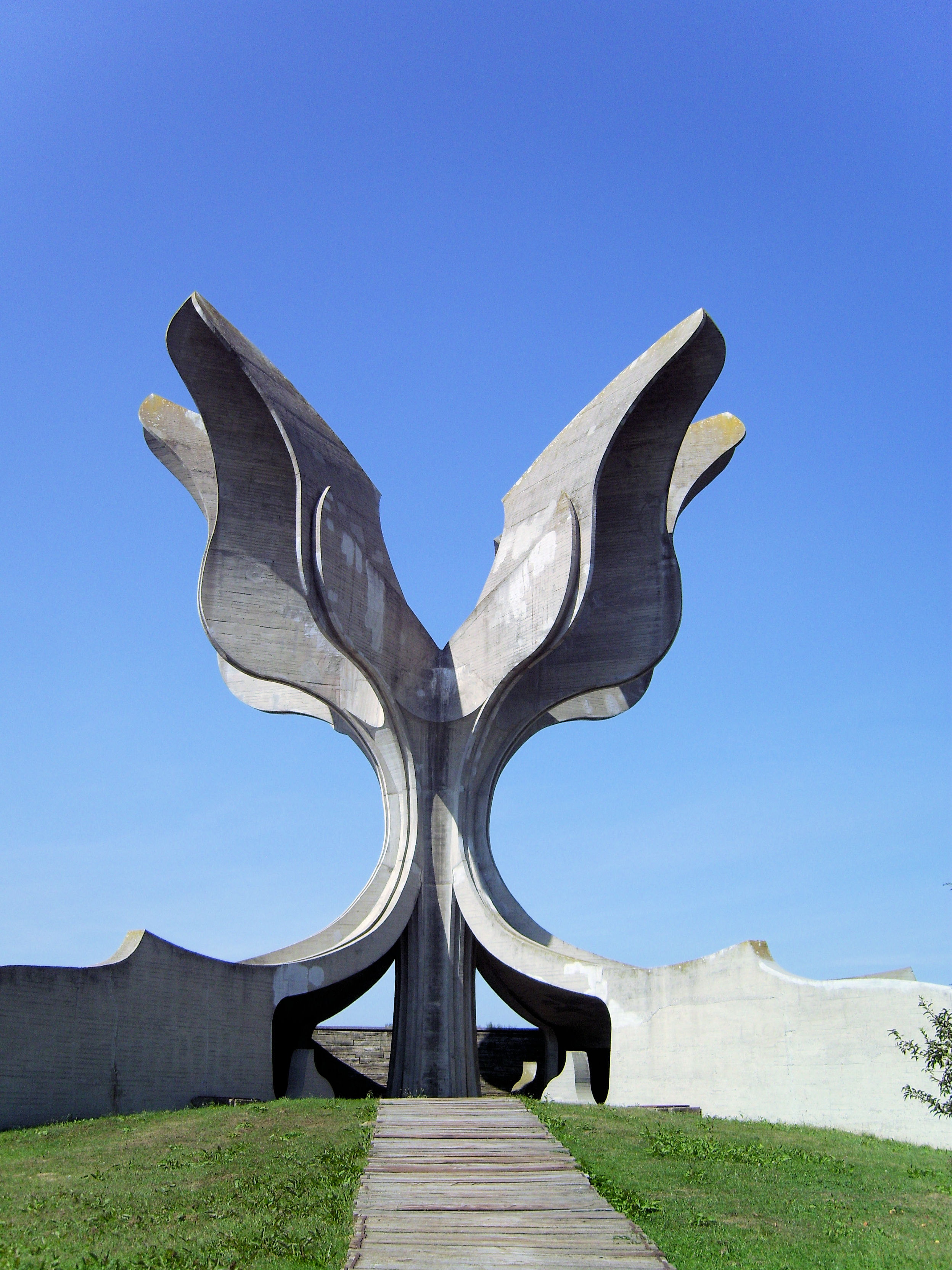
Památník na místě Koncentračního táboru Jasenovac, Chorvatsko

Podobně, jako tomu bylo i v řadě jiných zemí Východní Evropy, i v Jugoslávii byly vynakládány nemalé prostředky na výstavbu velkolepých železobetonových památníků, oslavujících úspěchy partyzánského boje. Na historicky významných místech vznikala rozsáhlá muzea a ve velkých městech pak kulturní centra, která často sloužila buď pro aktivity spojené s politickým životem, nebo různá kulturní představení. Mezi kulturní objekty, které byly ovlivněny brutalismem patří např. budova Národní knihovny v Prištině (1986).
Zatímco počátek padesátých let se ještě v tomto směru nesl v duchu socialistického realismu (např. památník na Iriškém venci) a v následující dekádě vznikaly víceméně skromné stavby, v letech sedmdesátých byla zahájena výstavba velkolepých objektů, připomínající strádání ale i úspěchy v dobách války. Muzea a památníky navrhli v té době přední architekti (Bogdan Bogdanović, Dušan Džamonja, Vojin Bakić, Miodrag Živković a další).
Mezi známé monumentální památníky bojů z Druhé světové války na území Jugoslávie patří například:
- Památník Bitvy na Sutjesce, Miodrag Živković, 1971
- Památník Revoluci u Mrakovice v pohoří Kozara, Dušan Džamonja, 1972
- Památník "Kragujevacký říjen, Miodrag Živković, 1983
- Památník Kosmajské jednotky, Vojin Stojić, 1982
- Památník "Tři pěsti", Ivan Sabolić, 1963
- Památník "Kamenný květ", Jasenovac, Bogdan Bogdanović, 1966
- Památník "Revoluci" u Moslaviny, Dušan Džamonja, 1967
- Památník na Petrově hoře, polovina 80. let.

Většina památníků byla po roce 1991 a pádu socialismu a kultu partyzánského hnutí opuštěna a v současné době chátrá.